# Assinatura de tipo
Em ciência da computação, uma assinatura de tipo ou anotação de tipo define as entradas e saídas para uma função, sub-rotina ou método. Uma assinatura de tipo inclui o número de argumentos, os tipos de argumentos e a ordem dos argumentos contidos por uma função. Uma assinatura de tipo é normalmente usada durante a resolução de sobrecarga para escolher a definição correta de uma função a ser chamada entre muitas formas sobrecarregadas.

## Assinatura de método
Em programação de computadores, especialmente em programação orientada a objetos, um método é normalmente identificado por sua assinatura de método única, que normalmente inclui o nome do método e o número, tipo e ordem de seus parâmetros. Uma assinatura de método é o menor tipo de um método.